# Banten

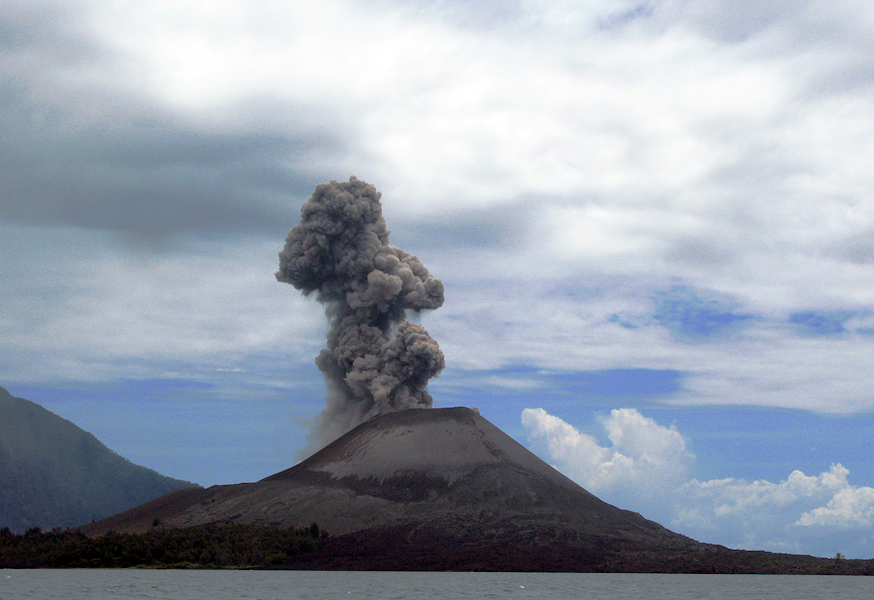
Ön Krakatau.

Banten är en provins i Indonesien som omfattar den västligaste delen av ön Java. Området ingick tidigare i provinsen Jawa Barat men bildade en egen provins i oktober 2000. Folkmängden uppgick till 11,8 miljoner invånare vid folkräkningen 2014, och den administrativa huvudorten är Serang.
Ujung Kulon nationalpark ligger i provinsen.

## Administrativ indelning
Banten är indelad i fyra distrikt och fyra städer.
Distrikt (Kabupaten):
- Lebak, Pandeglang, Serang, Tangerang

Städer (Kota):
- Cilegon, Serang, Tangerang, Tangerang Selatan